# All on Account of a Letter
All on Account of a Letter è un cortometraggio muto del 1909. Il nome del regista non viene riportato nei credit del film.

## Trama
Un giovane marito trova per strada una lettera d'amore. La legge e il testo gli piace così tanto che decide di mostrarla anche alla moglie, ma poi se la dimentica in tasca. Quando lei la trova, immagina che il marito la tradisca. Depressa, pensa di suicidarsi. Prepara del latte avvelenato ma, prima di berlo, decide di confrontarsi con il marito. Lui prende le cose alla leggera: si reca in cucina e butta via il veleno, riempiendo un bicchiere di solo latte. Poi chiede alla moglie di berlo. Lei, credendo che lui la voglia morta, decide per rivalsa di vivere. Il marito, allora, sfrontatamente, beve il latte che la moglie pensa sia avvelenato e finge di sentirsi male. Lei, allarmatissima, chiama aiuto. Benché l'uomo protesti, i medici non sentono ragione e lo sottopongono alla lavanda gastrica. Da quel momento in poi, l'argomento veleno viene bandito dai discorsi della casa.

## Produzione
Il film fu prodotto dalla Lubin Manufacturing Company.

## Distribuzione
Distribuito dalla Lubin Manufacturing Company, il film - un breve cortometraggio della lunghezza di 61 metri - uscì nelle sale cinematografiche statunitensi il 16 settembre 1909. Nelle proiezioni, veniva programmato con il sistema dello split reel, accorpato in un'unica bobina con un altro cortometraggio prodotto dalla Lubin, la commedia The Fortune Hunters.